# Maxette Grisoni-Pirbakas
Maxette Grisoni-Pirbakas (nascida em 14 de abril de 1973) é uma política e sindicalista francesa. Ela estava na lista da Frente Nacional para a eleição de 2019 para o Parlamento Europeu na França.

## Biografia
Líder sindical da Fédération nationale des syndicats d'exploilities agricoles em Guadalupe, ela é conhecida pelas suas lutas no terreno à frente dos agricultores de Guadalupe.
Ela estava na 12.ª posição na lista da Frente Nacional para as eleições europeias de 2019. Ela foi eleita.